# Zentralkanal

Ein Querschnitt des Rückenmarks zeigt in der Mitte der Grauen Substanz den Zentralkanal (Canalis centralis)

Der Zentralkanal (Canalis centralis) ist ein im Rückenmark (Medulla spinalis) zentral gelegener enger Kanal, der Liquor cerebrospinalis enthält. Er erstreckt sich über die gesamte Länge des Rückenmarks und setzt sich in das verlängerte Mark (Medulla oblongata) des Gehirns fort (Canalis centralis medullae oblongatae) bis zu seiner Einmündung in den Vierten Ventrikel (Ventriculus quartus).
Der Zentralkanal geht aus dem Lumen des embryonalen Neuralrohrs hervor. Sein von Ependymzellen ausgekleideter schmaler liquorführender Hohlraum ist mit den zu Hirnventrikeln erweiterten inneren Hohlräumen des Gehirns verbunden. Zentralkanal und Ventrikelsystem bilden zusammen den inneren Liquorraum, der über drei Öffnungen im Dach des IV. Ventrikels mit dem äußeren Liquorraum des Subarachnoidalraums kommuniziert.
Beim neugeborenen Menschen ist der Zentralkanal noch offen und im kaudalen Rückenmarksende (Conus medullaris) öfters erweitert zu einem Ventriculus terminalis. Doch verödet der nur etwa 0,1 mm weite Kanal beim Erwachsenen häufig streckenweise und hat somit auf den Austausch von Liquor cerebrospinalis wenig Einfluss. Dagegen bleibt bei anderen Arten von Wirbeltieren der Zentralkanal meist offen und enthält oft den vom Subkommissuralorgan (Organum subcommissurale) gebildeten Reissner-Faden.

## Lagebeziehungen
Der Zentralkanal liegt im Zentrum der Grauen Substanz des Rückenmarks, eingefasst vom einschichtigen Epithel des Ependyms, das aus dem Neuroepithel hervorgeht. Diese Zellschicht umgibt ein Saum lockeren Nervengewebes, die Substantia gelatinosa centralis, mit wenigen kleinen Neuronen neben zahlreichen Gliazellen. Hier wechseln auch Nervenfasern des spinalen Eigenapparates vor und hinter dem Zentralkanal die Seite als Graue Kommissuren (Commissura grisea anterior bzw. posterior). Ventral dieser zentralen Region (Lamina X grauer Substanz) kreuzen ebenfalls beide Rückenmarkshälften verbindende Nervenfasern die Seite wie ebenso dorsal, in der Weißen Substanz, als Weiße Kommissuren (Commissura alba anterior bzw. posterior).
Kaudal endet der Zentralkanal beim Menschen in den Kokzygealsegmenten des Conus medullaris, bei zahlreichen anderen Wirbeltierarten im Schwanzmark, jenem Bereich des Rückenmarks, der dem Schwanz zugeordnet ist. Beim Menschen ist hier nicht selten eine Erweiterung des Zentralkanals zu finden, der Ventriculus terminalis, als Überbleibsel eines embryonal zunächst sekundär angelegten, dann wieder rückgebildetenden Schwanzbereichs.
Nach kranial geht der Zentralkanal des Rückenmarks (Canalis centralis spinalis) in den des Gehirns über. Dieser Zentralkanal des verlängerten Marks (Canalis centralis medullae oblongatae) verlagert sich im Verlauf nach dorsal. Er mündet rostral noch im Myelencephalon in Höhe des Obex (Riegel) am unteren Winkel der Rautengrube (Fossa rhomboidea) des Rautenhirns (Rhombencephalon) in den vierten Ventrikel (Ventriculus quartus).

## Pathologie
Der Zentralkanal stellt das Residuum des lichten Hohlraums im hinteren Abschnitt des Neuralrohrs dar, aus dem sich in der Embryonalentwicklung das Rückenmark als Anteil des Zentralen Nervensystems bildet. Dieser Hohlraum entsteht nicht, wenn die Neuralrinne zuvor nicht bei der primären Neurulation vollständig zum Neuralrohr geschlossen wurde. Bei einer solchen Neuralrohrfehlbildung fehlt daher im betroffenen Abschnitt auch ein Zentralkanal. Hierzu zählen etwa sehr schwere Formen der Spina bifida aperta mit Myeloschisis, bei denen Rückenmark offen liegt.
Pathologische Veränderungen des Zentralkanals können angeboren sein, wie etwa abnorm große Erweiterungen des Ventrikulus terminalis, eventuell mit Zystenbildungen. Erweiterungen des inneren Liquorraums in anderen Rückenmarksabschnitten, bei denen es auch zu zusätzlichen Höhlenbildungen innerhalb der Grauen Substanz kommen kann, werden als Hydromyelie bzw. Syringomyelie bezeichnet. Diesen liegen zumeist Störungen der Liquorzirkulation zugrunde, die angeborenen sein können, wie bei einer Chiari-Malformation, oder aber infolge von Tumoren, Entzündungen, Blutungen entstehen bzw. posttraumatisch auftreten.